# Vincenzo Catena

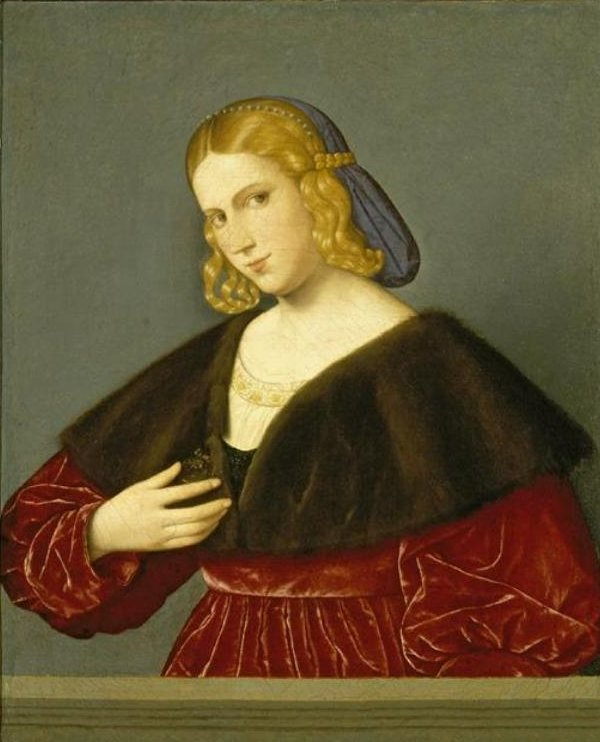
Retrato de uma Mulher, pintura por Vincenzo Catena, 1520, Museu de Arte de El Paso

Vincenzo Catena (1480-1531) foi um pintor italiano da escola veneziana da Renascença. Ele também é conhecido como Vincenzo de Biagio.

## Biografia
A data e o local do nascimento de Catena não são conhecidos. O registo mais antigo conhecido que cita Vicenzo Catena esté em uma inscrição na parte de trás do quadro Laura de Giorgione, em que ele é descrito como o pintor Cholego. Mas seu estilo inicial era, no entanto, muito mais próximo de Giovanni Bellini do que de Giorgione até alguns anos após a morte de Giorgione em 1510, quando sua influência começou a mostrar-se nas obras de Catena. Catena também fez algumas concessões pontuais às influências de outros artistas mais avançados como Tiziano, Palma el Viejo e Pordenone. A mesma posição foi adotada por outros pintores de seu tempo, como Pietro degli Ingannati, Pietro Duia, Francesco Bissolo, Vittore Belliniano. Catena e Marco Basaiti, cujos trabalhos são por vezes confundidos, seriam os pintores da mais alta qualidade entre este grupo de artistas arcaicos. Há cerca de uma dúzia de pinturas assinadas por Catena durante sua existência, embora somente uma delas, o Martírio de Santa Cristina (1520) que está na igreja de Santa Maria, Mater Domini em Veneza, possuir uma inscrição em mármore certificando a data de sua realização.
Os testamentos de Catena da indícios de que ele era um homem de alguma riqueza, e que tinha amigos no círculo humanista de Veneza.

## Trabalhos em destaque
- Virgem com o Menino e os Santos (1501-04, Museu de Belas Artes de Budapeste)
- Conversa Sagrada com um doador (1504, Museu Hermitage , São Petersburgo)
- Retrato de menino (c 1505-10, National Gallery , Londres)
- Madonna e criança entre os Santos Pedro e Helena (1505-10, Gemäldegalerie Alte Meister , Dresden)
- Madonna com criança e santos adorados pelo doge Leonardo Loredan (1506, Museu Correr, Veneza)
- Retrato de Giambattista Memmo (1510, Lowe Art Museum)
- Retrato de Niccolo Fabri (1510, Columbia Art Museum)
- Retrato de uma menina como Maria Madalena (c.1511-12, Gemäldegalerie, Berlin)
- Virgem com o Menino, São João Batista e São Pedro (1512, Museu Hermitage, São Petersburgo)
- Cristo entregando as chaves para São Pedro , h. 1517-1521. Museu do Prado , Madrid . Outra versão, com fundo de paisagem, é preservada no Museu Isabella Stewart Gardner em Boston.
- Sagrada Família com São João Batista (1518, Museu da Universidade Bob Jones, Greenville)
- Sagrada Familia com Santa Ana (1520, Museu de Arte de San Diego)
- Adoração dos Pastores (c.1520, Metropolitan Museum , NY)
- Retrato de homem com livro (c.1520, Kunsthistorisches Museum , Vienna)
- Cristo e a mulher samaritana (1520, Museu de Arte de Columbia)
- Retrato de uma senhora (1520, Museu de Arte de El Paso)
- Retábulo de Santa Cristina (1520, Santa Maria Mater Domini, Veneza)
- Sagrada Família adorada por um cavalheiro (National Gallery, Londres)
- A Ceia em Emaús (1525, Palazzo Pitti, Florença)
- Retrato de um senador veneziano (1525, Metropolitan Museum, NY)
- Virgem e Criança com São José e São João Bautista (1525, Museu de Belas Artes de Houston)
- Retrato de Gian Giorgio Trissino (1525-27, Museu do Louvre, Paris)
- Salomé com a cabeça do Batista (c.1520-29, The Royal Collection, Londres)
- Cristo carregando a cruz (c.1520-30, Museu Liechtenstein, Viena)
- Judith com a cabeça de Holofernes (c.1520-30, Fondazione Querini Stampalia, Venez